# Dipteronia dyeriana
Espèce
Classification phylogénétique
Statut de conservation UICN

 EN  : En danger
Dipteronia dyeriana est une espèce de plante du genre Dipteronia de la famille des Sapindaceae. Elle est endémique de la province du Yunnan en Chine.